# Trichoplusia angulum
Trichoplusia angulum là một loài bướm đêm trong họ Noctuidae.